# Devlapur, Gangawati
Devlapur là một làng thuộc tehsil Gangawati, huyện Koppal, bang Karnataka, Ấn Độ.